# Filipijnse verkiezingen 1995
De Filipijnse verkiezingen van 1995 vonden plaats op 8 mei 1995. Er werden op deze dag in de Filipijnen zowel op landelijk als op lokaal niveau verkiezingen gehouden. Landelijk werd er gestemd voor twaalf zetels in de Filipijnse Senaat en alle 204 zetels van het Huis van Afgevaardigden. Op lokaal niveau werden verkiezingen gehouden voor de functies van gouverneurs, vicegouverneurs en provinciebestuur op provinciaal niveau, voor burgemeesters, viceburgemeesters en stadsbesturen of gemeenteraden op stedelijk en gemeentelijk niveau. In de Filipijnen worden deze verkiezingen aangeduid als zogenaamde midterm elections, omdat ze precies in het midden van de termijn van de in 1992 gekozen president Fidel Ramos werden gehouden. Verantwoordelijk voor de uitvoering van de verkiezingen was het onafhankelijke kiesorgaan COMELEC.
De verkiezingen van 1995 werden zoals wel vaker het geval in de Filipijnen gekenmerkt door geweld. Vooraf en tijdens de verkiezingen kwamen tientallen mensen om het leven bij verkiezingsgerelateerd geweld. De Senaatsverkiezingen werden gedomineerd door de regeringspartij van president Fidel Ramos. Negen van de twaalf beschikbare zetels werden gewonnen door kandidaten van de Lakas-Laban Coalition. President Ramos was hierdoor met 19 van de 24 zetels verzekerd van een ruime meerderheid in de Senaat van het 10e Filipijns Congres. De kandidaat met de meeste stemmen was Gloria Macapagal-Arroyo, een dochter van voormalig president Diosdado Macapagal. De drie oppositiekandidaten die erin slaagden een zetel in de Senaat te bemachtigen waren Juan Ponce Enrile, Gregorio Honasan en Anna Dominique Coseteng. De verkiezing van met name de eerste twee was opvallend. Enrile was jarenlang een van de steunpilaren van president Ferdinand Marcos tot hij zich in 1986 van hem distantieerde. Hij raakte nadien al snel gebrouilleerd met opvolger Corazon Aquino en werd gearresteerd op verdenking van betrokkenheid bij een couppoging tegen haar bewind. Gregorio Honasan een van de rebellerende militaire officieren tijdens de EDSA-revolutie die Marcos ten val bracht, maar was later een van de leiders van twee bloedige couppogingen tegen president Aquino. Ferdinand Marcos jr., de zoon van president Marcos was een van de oppositie die er niet in slaagde een zetel in de Senaat te winnen.
Ook bij de verkiezingen het Filipijns Huis van Afgevaardigden wonnen kandidaten van de regeringscoalitie van president Ramos de meerderheid. De partij van Ramos zelf behaalde 100 van de 204 zetels. De oppositiepartij Nationalist People's Coalition (NPC) won er 22. Een van de opvallende winnaars van een zetel in het Huis van Afgevaardigden was voormalig first lady Imelda Marcos. Zij won een zetel namens het 1e kiesdistrict van Leyte. Ze werd in eerste instantie nog gediskwalificeerd, maar vocht dit later met succes bij de rechter aan.

## Senaatsverkiezingen
Er werden bij deze verkiezingen 12 senatoren gekozen met een termijn van zes jaar. Hun termijn ving aan op 30 juni 1995 en duurde tot 30 juni 2001. Elke Filipijnse stemgerechtigde die zich vooraf had laten registreren kon maximaal 12 stemmen uitbrengen. Daarbij kon een keus gemaakt worden uit 28 door de kiescommissie COMELEC goedgekeurde kandidaten. De 12 kandidaten met de meeste stemmen wonnen een zetel in de Senaat.

### Uitslag
| Senaatsverkiezingen 1995 | Senaatsverkiezingen 1995 | Senaatsverkiezingen 1995 | Senaatsverkiezingen 1995 | Senaatsverkiezingen 1995 | Senaatsverkiezingen 1995 | Senaatsverkiezingen 1995 |
| #                        | Kandidaat                | Partij                   | Partij                   | Coalitie                 | Resultaten               | Resultaten               |
| #                        | Kandidaat                | Partij                   | Partij                   | Coalitie                 | Stemmen                  | %                        |
| ------------------------ | ------------------------ | ------------------------ | ------------------------ | ------------------------ | ------------------------ | ------------------------ |
| 1.                       | Gloria Macapagal-Arroyo  |                          | LDP                      | Lakas-Laban              | 15.745.741               | 61,2%                    |
| 2.                       | Raul Roco                |                          | LDP                      | Lakas-Laban              | 12.509.736               | 48,6%                    |
| 3.                       | Ramon Magsaysay jr.      |                          | Lakas                    | Lakas-Laban              | 11.862.458               | 46,1%                    |
| 4.                       | Franklin Drilon          |                          | Lakas                    | Lakas-Laban              | 11.032.476               | 42,9%                    |
| 5.                       | Juan Flavier             |                          | Lakas                    | Lakas-Laban              | 10.748.528               | 41,8%                    |
| 6.                       | Miriam Defensor Santiago |                          | PRP                      | NPC                      | 9.497.231                | 36,9%                    |
| 7.                       | Sergio Osmeña III        |                          | Lakas                    | Lakas-Laban              | 9.390.935                | 36,5%                    |
| 8.                       | Francisco Tatad          |                          | LDP                      | Lakas-Laban              | 9.146.951                | 35,5%                    |
| 9.                       | Gregorio Honasan         |                          | onafhankelijk            | NPC                      | 8.968.616                | 34,8%                    |
| 10.                      | Marcelo Fernan           |                          | LDP                      | Lakas-Laban              | 8.762.235                | 34,0%                    |
| 11.                      | Juan Ponce Enrile        |                          | Nacionalista             | Lakas-Laban              | 8.701.191                | 33,8%                    |
| 12.                      | Anna Dominique Coseteng  |                          | NPC                      | NPC                      | 8.700.278                | 33,8%                    |
| 13.                      | Ramon Mitra              |                          | LDP                      | Lakas-Laban              | 8.650.618                | 33,6%                    |
| 14.                      | Rodolfo Biazon           |                          | LDP                      | Lakas-Laban              | 8.587.338                | 33,4%                    |
| 15.                      | Aquilino Pimentel jr.    |                          | PDP-Laban                | Lakas-Laban              | 8.522.148                | 33,1%                    |
| 16.                      | Ferdinand Marcos jr.     |                          | KBL                      | NPC                      | 8.168.768                | 31,7%                    |
| 17.                      | Arturo Tolentino         |                          | NPC                      | NPC                      | 7.726.006                | 30,0%                    |
| 18.                      | Ramon Fernandez          |                          | NPC                      | NPC                      | 3.572.604                | 13,9%                    |
| 19.                      | Rosemarie Arenas         |                          | NPC                      | NPC                      | 3.178.837                | 12,4%                    |
| 20.                      | Manuel C. Roxas          |                          | NPC                      | NPC                      | 2,455,764                | 9,5%                     |
| Totaal aantal stemmen    | Totaal aantal stemmen    | Totaal aantal stemmen    | Totaal aantal stemmen    | Totaal aantal stemmen    | 180.361.231              | n.v.t.                   |
| Opkomst                  | Opkomst                  | Opkomst                  | Opkomst                  | Opkomst                  | 25.736.505               | 70,7%                    |
| Registreerde stemmers    | Registreerde stemmers    | Registreerde stemmers    | Registreerde stemmers    | Registreerde stemmers    | 36.415.154               | 100 %                    |